# Mnemotehnika
Mnemotéhnika je tehnika pomnjenja oziroma zapomnitve. Etimologija besede je povezana z Mnemosyne, ime titana, ki pooseblja spomin v grški mitologiji. Mnemotehnika je lahko besedna, številska ali vizualna. Pomaga nam pri pomnjenju dejstev pa tudi asociacij.

## Primeri enostavnih mnemotehnik

### Pi
Znan ulomek, 22/7 = 3,14, je soliden približek števila π. Precej boljši približek števila π si zapomnimo takole: zapišimo 11 33 55 in zadnje tri številke delimo s prvimi 355/113 = 3,141592!
Obstajajo tudi verzi, ki z dolžino besed nakazujejo π. V angleščini:
```
Now I, even I, would celebrate In rhymes unapt, the great Immortal Syracusan ...
May I have a large container of coffee?  
But I must a while endeavour to reckon right 
How I want a drink,alcoholic of course,after the heavy lectures involving quantum mechanics
```

Daljši primerek (740 decimalk oz. besed v pesmi) se začne takole:
```
Poe, E.: Near a Raven. Midnights so dreary, tired and weary. Silently pondering volumes extolling all by-now obsolete lore...
```

Pa še slovenski dosežek:
```
Kdo o tebi z glavo razmišlja da spomni števk teh?
```

### Eulerjevo število
Zapišimo število takole: 2.7 1828 1828 45 90 45 23. In sedaj mnemotehnika: 2,7 ste gotovo že poznali; dvakrat se pojavi 1828, ki je rojstna letnica naslednjih znanih ljudi: Jules Verne, Henrik Ibsen, Jean Henri Dunant in Lev Nikolajevič Tolstoj. 45 se pojavi dvakrat, vsota je 90, za povrh pa si zapomnimo še 23.

### Spol vlatinščini
Mož, narodov, vetrov in rek, imena moška so povprek. 

Žena, dreves, otokov zgolj, dežel in mest je ženski spol. 

A kar se sklanjati ne da, to naj za neutrum sploh velja.

### Lunine mene
Kdaj je prvi in kdaj zadnji krajec? Ob prvem krajcu se Luna Debeli, ob zadnjem pa Crkuje, črki spominjata na obliko Lune.

### Razredi zvezd
Angleško govoreči študentje astronomije dobro poznajo stavek, s katerim si lahko pomagajo pri navedbah različnih spektralnih razredov zvezd:
Oh Be A Fine Girl Kiss Me Right Now. Na koncu dodajo še S za Smash.

### Število dni v mesecu
Če pogledamo členke (glej sliko) si zapomnimo kateri meseci imajo 30 in kateri 31 dni. Prav tako lahko to storimo na klavirski tipkovnici, kjer črne tipke predstavljajo mesece s 30 (28/29) in bele z 31-imi dnevi, če začnemo na fonu f.

### Liho/sodo število
LIho (neparno) in sOdo (parno) - I spominja na enko (neparno), 0, na katero spominja črka O pa je parno število.

### Kapniki
Kako ločiti stalaktite in stalagmite? Eni rasejo s stropa drugi s tal. StalakTit rase s stropa (črka T vizualno spominja na kapnik).

### Mohsova trdotna lestvica
Snovi, ki se pojavljajo v Mohsovi trdotni lestvici:
 »Le sanjaj kakor fakinka ampak odslej kuhaj tu kar doma«.
Angleško »The Girls Can Flirt And Other Queer Things Can Do«.

### Barve slovenske zastave
Barve zastave Republike Slovenije (od spodaj gor) se da zapomniti s pomočjo "belih, zasneženih gora". 
Bela je gor, zaradi gor.

### Devetero grških muz
TUM PECCET (latinsko - naj greši) je akrostih za devetero grških muz:
1. Talía - komedija in sploh gledališče
2. Uránia - zvezdoslovje
3. Melpómena - tragedija
4. Polihímnia - svete pesmi
5. Eráto - ljubezensko pesništvo
6. Klío - zgodovina
7. Kalíope - epsko pesništvo, filozofija in govorništvo
8. Eutêrpe - glasba
9. Terpsíhora - ples in zborno petje

### Kotne funkcije
Vrednosti kotnih funkcij okroglih kotov (0°, 30°, 45°, 60°, 90°) si lahko zapomnimo takole:
Zapišimo po vrsti
| Kot                     | 0°                                     | 30°                                    | 45°                                    | 60°                                    | 90°                                    |
| ----------------------- | -------------------------------------- | -------------------------------------- | -------------------------------------- | -------------------------------------- | -------------------------------------- |
|                         | {\displaystyle {\frac {\sqrt {0}}{2}}} | {\displaystyle {\frac {\sqrt {1}}{2}}} | {\displaystyle {\frac {\sqrt {2}}{2}}} | {\displaystyle {\frac {\sqrt {3}}{2}}} | {\displaystyle {\frac {\sqrt {4}}{2}}} |
| {\displaystyle \sin(x)} | 0                                      | {\displaystyle {\frac {1}{2}}}         | {\displaystyle {\frac {\sqrt {2}}{2}}} | {\displaystyle {\frac {\sqrt {3}}{2}}} | 1                                      |

Pravilo, da velja {\displaystyle \sin(x+\pi )=-\sin x}, si lahko zapomnimo s pesmico: »Če kot povečamo za pi, sinus predznak spremeni (kosinus tudi).«

## Zapletene mnemotehnike
Zapletenejše mnemotehnike si običajno ustvari človek sam na različne načine. Na primer, pojme, ki si jih želi zapomniti poveže v »zgodbo«, ki jo mora sicer vseeno nekajkrat ponoviti.
Druga možnost je vizualizacija. Če si želim zapomniti številko 25358, opazim, da na številski tipkovnici (kalkulatorja, telefona) številke oblikujejo črko L. Taka avtomatika pa je včasih škodljiva. Če si tako ali drugače zapomnimo števiko bančne kartice, jo največkrat samodejno vtipkamo, ne da bi sploh gledali tipkovnico. Na nekaterih bankomatih pa se številske tipkovnice od zgoraj začnejo s številkami 1, 2, 3 in ne s 7, 8, 9, kot je v veliki večini in avtomatika seveda odpove.
Tudi računalniška gesla si laho zapomnimo in tudi tvorimo z uporabo mnemotehnike. Namesto gesel 12345, qwertz in marija74, si zamislimo dobro geslo sir3zzgvd z mnemotehniko Seveda Imam Rad 3 Zrezke Z Gobami Vsak Dan.

### vangleščini
- 010 Memorizer for Memorizing Numbers
- Human Memory on Dates
- World Wide Brain Club on Binary Numbers Arhivirano 2004-08-17 na Wayback Machine.
- Be a Genius on Mnemonics in General
- 2Know - Windows Freeware for converting numbers to words using the Major System. Now in English, German, and French.
- Mnemisis A free (and Free) mnemonic toolkit for the Major System of remembering numbers. Runs on Linux, Mac OS X, and Windows
- Homepage of WorldMemory-Champion Arhivirano 2021-03-23 na Wayback Machine. Andi Bell
- Homepage of the World Memory Championships
- Mick Curtis memory techniques A practical memory course.
- Google Answers: How to Have a Good Memory
- Random secure password generator with automatic mnemonic generation Arhivirano 2007-02-22 na Wayback Machine.
- The Memory Page: Tutorials and tips on how to improve your memory.
- Mnemonic Devices Simple aids to solve a question or remember something.

### vslovenščini
- Zabavno pomnjenje s pomočjo mnemotehnik[mrtva povezava] Nekaj mnemotehnik za učencev o fiziki, geometriji itd.